# Метју Ричитело
Метју Ричитело (енгл. Matthew Riccitello; 5. март 2002) амерички је професионални бициклиста који тренутно вози за UCI про тур тим — Израел—премијер тех.
Као јуниор освојио је трку Истарско прољеће 2022. а професионалну каријеру почео је 2023. године, када је освојио класификацију за најбољег младог возача на Вуелта а Сан Хуан трци. Исте године возио је своју прву гранд тур трку — Ђиро д’Италију, гдје је био најмлађи возач. На хронометру на етапи 20 поставио је најбоље вријеме у тренутку када је прешао кроз циљ и био је лидер скоро два сата прије него што је Џеј Вајн поставио боље вријеме за три секунде; етапу је завршио на 11 мјесту.